# Caujac
Caujac (em occitano:  Caujac) é uma comuna francesa na região administrativa da Occitânia, no departamento do Alto Garona. Estende-se por uma área de 10.82 km², com 843 habitantes, segundo o censo de 2018, com uma densidade de 78 hab/km².